# Serjania lethalis
Serjania lethalis är en kinesträdsväxtart som beskrevs av A. St.-hil.. Serjania lethalis ingår i släktet Serjania och familjen kinesträdsväxter. Inga underarter finns listade i Catalogue of Life.